# Serghei Lazo
Serghei Gheorghevici Lazo (în rusă: Серге́й Гео́ргиевич Лазо́; n. 7 martie 1894, Piatra, ținutul Orhei, gubernia Basarabia, Imperiul Rus – d. mai 1920, stația Muraviev–Amurskaia, Extremul Orient, RSFS Rusă) a fost un militant comunist din perioada Războiului civil din Rusia (1917–1922). 

## Biografie
S-a născut într-o familie de moșieri moldoveni în apropiere de Orhei (azi în Republica Moldova). Unchiul său a fost Nicolae Alexandri, fondatorul ziarului Cuvânt moldovenesc și deputat în Sfatul Țării. În 1917, fiind cadet la Academia Militară din Sankt Petersburg, a trecut de partea bolșevicilor. A condus mișcarea comunistă din Extremul Orient rus, unde a fost capturat de japonezi și condamnat la moarte, fiind ars de viu în focarul unei locomotive. Mai multe localități și două raione din Rusia poartă numele lui Lazo.
Între 1944 și 1991 orașul Sîngerei din Republica Moldova s-a numit Lazovsk, în cinstea lui Lazo. În epoca sovietică mai multe întreprinderi industriale, colhozuri și sovhozuri din RSSM, precum și Universitatea tehnică a Moldovei au purtat numele lui Serghei Lazo.
În sectorul Botanica din Chișinău există un monument dedicat lui, construit în anii sovietici, situat în părculețul omonim de pe strada Sarmisegetusa unde se află și un scuar ce-i poartă numele. În orașul Sîngerei de asemenea e amplasat un bust al său.